# Эвпатра
Эвпатра (? — после 61 года до н. э.) — понтийская царевна, дочь Митридата VI Евпатора.

## Биография
Эвпатра была дочерью понтийского царя Митридата VI Евпатора; её матерью была неизвестная наложница.
Во время восстания в Фанагории, Эвпатра с четырьмя братьями: Артаферном, Ксерксом, Дарием, Оксатром и сестрой Клеопатрой Младшей находилась в осажденной восставшими крепости. Из-за поджога бунтовщиками ближайших деревьев и боязни пожара, Эвпатра сдалась с братьями в плен восставшим. Из мятежного города спаслась Клеопатра Младшая, оказавшая сопротивление мятежникам, которая позже вернулась к отцу.
Позже Эвпатру с братьями восставшие выдали римлянам. Спустя два года во время триумфа Гнея Помпея Великого в Риме, Эвпатра шла впереди его колесницы с родственниками и другими пленниками.
Дальнейшая её судьба неизвестна.